# Tomke König
Tomke König (* 27. September 1966 in Kiel als Tomke Böhnisch) ist eine deutsche Soziologin und Diplom-Supervisorin, die als Professorin für Geschlechtersoziologie an der Universität Bielefeld forscht und lehrt.
König machte 1993 das Magister-Examen in den Fächern Kulturanthropologie und Europäische Ethnologie an der Johann Wolfgang Goethe-Universität Frankfurt am Main, wo sie 1999 zur Dr. phil. promoviert wurde. Zwischenzeitlich hatte sie an der Universität Kassel eine Zusatzausbildung zur Diplom Supervisorin abgeschlossen. 2011 wurde sie mit der Arbeit Familie heißt Arbeit teilen. Transformationen der symbolischen Geschlechterordnung an der Universität Basel habilitiert. Nach zwei Semestervertretungen der Professur Sozialwissenschaftliche Frauen- und Geschlechterforschung in Bielefeld wurde sie dort im Dezember 2012 Professorin für Geschlechtersoziologie.

## Schriften (Auswahl)
- Gattinnen – die Frauen der Elite. 2. überarbeitete und erweiterte Auflage, Verlag Westfälisches Dampfboot, Münster 2017, ISBN 978-3-89691-104-9.
- Familie heißt Arbeit teilen. Transformationen der symbolischen Geschlechterordnung. UVK-Verlags-Gesellschaft, Konstanz 2012, ISBN 978-3-86764-355-9.